# Francis Augustinus Thill
Francis Augustinus Thill (* 12. Oktober 1893 in Dayton, Ohio, USA; † 21. Mai 1957) war ein US-amerikanischer Geistlicher und römisch-katholischer Bischof von Salina.

## Leben
Francis Augustinus Thill empfing am 28. Februar 1920 das Sakrament der Priesterweihe für das Erzbistum Cincinnati.
Am 24. August 1938 ernannte ihn Papst Pius XI. zum Bischof von Concordia. Der Erzbischof von Cincinnati, John Timothy McNicholas OP, spendete ihm am 28. Oktober desselben Jahres die Bischofsweihe; Mitkonsekratoren waren der Erzbischof von Dubuque, Francis Joseph Beckman, und der Bischof von Denver, Urban John Vehr.
Mit der Umbenennung des Bistums Concordia in Bistum Salina am 23. Dezember 1944 wurde auch Thill zum Bischof von Salina.